# Telescop spațial
Un telescop spațial este un telescop  plasat în afara spațiului terestru și care orbitează în jurul unui corp ceresc (în mod normal Pământul). Are mai multe avantaje față de un telescop terestru, printre care:
- imaginea clară, fără turbulențe atmosferice
- poate capta lungimi de undă care nu pot fi detectate de niciun aparat terestru.

Un exemplu de telescop spațial este telescopul spațial Hubble.